# Gemena
Gemena is een stad in Congo-Kinshasa en is de hoofdplaats van de provincie Zuid-Ubangi.
Gemena telt naar schatting 138.500 inwoners.

## Geografie
De stad is gelegen aan de nationale route nr. 6 op ongeveer 1200 kilometer ten noordoosten van de hoofdstad Kinshasa. Aan de noordkant wordt Gemena begrensd door het dorp Bogoro dat aan de weg naar Bosobolo ligt; aan de zuidkant ligt het dorp Bokuda en de weg naar Lisala; aan de oostkant het dorp Bokode; aan de westkant ligt Bowagboko aan de weg naar Libenge. De stad ligt op een hoogte van 420 meter boven zeeniveau; de omgeving heeft een savanneklimaat, met van november t/m februari een relatief droge periode.

## Geschiedenis
De stad dankt zijn naam aan een vroegere notabele uit het dorp Bokuda, Ngemena, wat in de Ngbaka-taal betekent bijeenbrenger van familie. Er werd in 1918 een koloniale post gevestigd, de plaats kreeg in mei 1951 de status "buitengewoon centrum". In 1954 werd het een stedelijke vestiging en in juni 1987 een stad. In december 1958 werd het de hoofdplaats van het district l'Ubangi.

## Bevolking
De laatste volkstelling dateert van 1984, het aantal inwoners bedroeg toen 63.052. De jaarlijkse bevolkingstoename wordt geschat op 2,48%.
In 2004 bedroeg het aantal inwoners naar schatting 114.000 en in 2012 138.500.

## Onderwijs
De stad beschikt over een universiteit en twee HBO-opleidingen: 
- Université protestante de l'Ubangi, UPU
- Institut supérieur pédagogique, ISP Gemena
- Institut Supérieur de Techniques Médicales, ISTM

## Economie
In de jaren 1930 was de omgeving een centrum van katoenteelt. De plaats ontwikkelde zich verder door de komst van rubber- en palmolie-plantages en de teelt van koffie. 
De stad beschikt over een vliegveld.
Sankuru · Bas-Uele · Kongo Central · Kwango · Kwilu · Mai-Ndombe · Kinshasa · Kasaï · Lulua · Kasaï oriental · Lomami · Maniema · Zuid-Kivu · Noord-Kivu · Ituri · Haut-Uele · Tshopo · Noord-Ubangi · Mongala · Zuid-Ubangi · Evenaarsprovincie · Tshuapa · Tanganyika · Haut-Lomami · Lualaba · Haut-Katanga